# Bruce Kirby (actor)
Bruce Kirby (născut Giovanni Bruno Quidaciolu; n. 28 aprilie 1925, New York City, New York, SUA – d. 24 ianuarie 2021, Los Angeles, California, SUA) a fost un actor american de televiziune.

## Biografie
Bruce Kirby și-a început cariera de actor în anii 1950, apărând în serialul de televiziune Goodyear Television Playhouse. În cursul anilor 1960 a jucat în mai multe seriale printre care I Dream of Jeannie, The Nurses, The Defenders, Car 54, Where Are You? și The Patty Duke Show. A apărut în diferite roluri în serialele Bonanza, Ironside, Barney Miller, Hogan's Heroes, The Rockford Files, The Marcus-Nelson Murders, Kojak, M*A*S*H și Alice în anii 1970. Apoi a apărut în anii 1980 în Remington Steele, Night Court, Matlock, Hill Street Blues, Lou Grant și Punky Brewster. Printre serialele în care a jucat în anii 1990 au fost The Golden Girls, L.A. Law, In the Heat of the Night, Murphy Brown, Murder, She Wrote și Chicago Hope. În anii 2000 a apărut în serialele The Sopranos, The Agency, Scrubs și The West Wing.
Kirby a avut mai multe roluri în serialul polițist de lungă durată Columbo, interpretându-l mai ales pe naivul sergent Kramer în șase episoade. În 1981-1982 a apărut în rolul ofițerului Schmidt de la poliție din San Francisco în episodul 9 al serialului polițist CBS Shannon, cu Kevin Dobson în rolul principal. El a jucat rolul procurorului Bruce Rogoff în 13 episoade din L.A. Law din 1986 până în 1991.
A interpretat, de asemenea, roluri secundare în unele filme, printre care filmele clasice Catch-22 (1970) și Stand by me (1986). A mai apărut în filmul How to Frame a Figg (1971) cu Don Knotts și în comedia Another Nice Mess (1972) cu Rich Little. O altă apariție notabilă a fost rolul Pop Ryan, tatăl ofițerului John Ryan (interpretat de Matt Dillon), în filmul Crash (2005). Bruce Kirby a fost, de asemenea, activ ca actor pe scenele teatrelor de pe Broadway, jucând în spectacolele Diamond Orchid (1965) și Death of a Salesman (1984).

## Viața personală
Unul din fiii lui, Bruno Kirby (1949-2006), a fost, de asemenea, actor. Celălalt fiu al său, John Kirby, este profesor de actorie.
Bruce Kirby a murit în Los Angeles la 24 ianuarie 2021, la vârsta de 95 de ani.

## Filmografie
- Catch-22 (1970) - doctor
- How to Frame a Figg (1971) - Dale Groat
- J.W. Coop (1971) - șofer
- Another Nice Mess (1972) - Adolf
- The Marcus-Nelson Murders (1973) - sgt. Dan McCartney
- The Commitment (1976) - Simon Benson
- Fyre (1979) - Father
- The Muppet Movie (1979) - paznicul
- Sweet Dreams (1985) - Arthur Godfrey
- Stand by Me (1986) - dl. Quidacioluo
- Armed and Dangerous (1986) - căpitanul poliției
- Happy New Year (1987) - taximetristul
- Throw Momma from the Train (1987) - polițistul DeBenedetto
- The In Crowd (1988) - Morris
- Lady in White (1988) - taximetrist
- The Big Picture (1989) - om de afaceri
- Bad Jim (1990) - client
- Joey Takes a Cab (1991)
- Another Time, Another Place (1992) - Cotton Traynor
- Mr. Wonderful (1993) - Dante
- Rave Review (1994) - Milton Mandler
- The Cottonwood (1996)
- A Bold Affair (1998) - Walter
- Autunno (1999) - Giovanni
- Vinnie and Angela's Beauty Salon and Funeral Parlor (1999) - Big Tony
- Crash (2004) - Pop Ryan
- Alpha Mail (2007)
- 2:22 (2008) - Norman Penn
- Bottom Feeders (2009) - Marv

## Legături externe
- Bruce Kirby la Internet Movie Database
- en Bruce Kirby (actor) la Internet Broadway Database